# موزه آستانه مقدسه
موزهٔ آستانهٔ مقدسه یکی از قدیمی‌ترین موزه‌های ایران است که در آبان ماه سال ۱۳۱۴ خورشیدی در محوطهٔ داخلی حرم فاطمه معصومه و مکان فعلی مسجد شهید مطهری افتتاح شد و در فروردین ماه سال ۱۳۶۱ به مکان فعلی واقع در میدان آستانه انتقال پیدا کرد. پس از احداث موزه بخشی از آثار بیوتات حرم نیز به موزه انتقال یافت. بخشی از آثار نیز از برخی بقاع اطراف قم به موزه منتقل شد.

## موقعیت مکانی
موزه مساحتی حدود یک هزار متر مربع دارد و شامل دو طبقه و دو تالار نمایش آثار و هم‌چنین بخش‌های اداری، موزه‌داری، مخزن آثار، حراست و نگهبانی می‌شود و مجهز به سیستم‌های حفاظتی است.

## آثار موجود در موزه
قرآن‌های خطی، مسکوکات تاریخی، کاشی‌های مختلف دوره‌های اسلامی، انواع سفالینه‌ها، ظروف شیشه‌ای، آثار منبت‌کاری، آثار حجاری، آثار نقاشی، فلزکاری، پارچه‌های دستباف، قالی‌های دستباف و انواع درهای خاتم‌کاری، انواع مُهرها و عقیق‌ها، تابلوهای خط و تذهیب، ظروف چینی، انواع تمبر و اسکناس‌های ایرانی و خارجی و همچنین بخش صدف‌ها و موجودات دریایی، مهم‌ترین بخش‌های مجموعه آثار موزه را تشکیل می‌دهد.
کهن ترین بخش آثار موزه را سفالینه‌های پیش از میلاد مسیح تشکیل می‌دهد که مربوط به منطقه باستانی سیلک کاشان و برخی نیز مربوط به منطقه باستانی صرم قم است که متعلق به هزاره‌های اول و دوم پیش از میلاد مسیح هستند.